# Vermundsgade
Vermundsgade er en gade i Haraldsgadekvarteret på Ydre Nørrebro i København. Den er en sidegade til Jagtvej og ender i Rovsingsgade.
Gaden er navngivet efter sagnkongen Vermund, der ifølge Saxo var far til Uffe hin Spage. Før 1928 hed gaden Mygindsvej.
I slutningen af 1800-tallet blev en gadeplan udviklet for området, der startede med de to skrågader over Rådmandsmarken: Haraldsgade og Vermundsgade, i 1893. Disse diagonalgader præger stadig området i dag. Udviklingen af Ydre Nørrebro blev præget af at man udarbejdede en gadeplan i starten af 1900-tallet. Den gjaldt for området Vermundsgade, Jagtvej og Lyngbyvejen. I dette område kom den skrå Vermundsgade til at præge bydelen. Det var meningen at der skulle udlægges industri i hele dette område, men som resultatet af en international konkurrence i byplanlægning i 1909, blev det i stedet Valby, der blev udlagt til at blive hovedstadens førende industriområde. 
Vermundsgade 40 A-B er en 6-etages fabriksbygning fra 1952. ”Laurids Knudsens Mekaniske Etablissement A/S” påbegyndte allerede byggeriet på grunden i 1922.
Den enorme fabriksbygning har huset kontor, fabrikshal, arbejdergarderober og sågar skadestue da den var i funktion under LK-Nes. Bygningen er tegnet af arkitekten H. Wurtz Nielsen for Laurids Knudsens Mekaniske Etablissement A/S. Da virksomheden var på sit største, var der 4.000 beskæftigede. Sammen med General Motors og Titanfabrikken, som begge er revet ned, repræsenterer Laurids Knudsen-fabrikken storindustrien i området. I sin helhed er fabrikken områdets sidste eksempel på storindustri. I 1986 flyttede Laurids Knudsen hovedsædet til Ballerup og delte produktionen op på flere fabrikker. Den store jernbetonbygning er i dag udlejet til et væld af forskellige små firmaer, som bruger bygningen til kontorlokaler, filmstudier og fotoatelier.
Den har ikke nogen fremtrædende plads i bybilledet, men fordi den ligger ud mod det åbne jernbaneterræn, kan den mod nord ses på meget lang afstand. Den gamle fabriksbygning er et vartegn for området og er tildelt høj bevaringsværdi. 
I 1944 blev en nu nedrevet transformerstation på grunden udsat for sabotage. 
I 1960 blev shedtagsbygningen længst mod nordvest bygget.
Den bygning, der ligger hvor Aldersrogade og Vermundsgade mødes, er ligeledes tildelt høj bevaringsværdi.
Nr. 9-11 var i 1937-71 ”Balderskilde Bryggeri”.
For enden af Vermundsgade kan man se over til Bispebjerg Bakke, Bispebjerg Hospital og Grundtvigskirken på den anden side af sporene.
Det lille mærkelige karakteristiske fyrtårn skyldes ikke, at Søfartsstyrelsen ligger lige ved siden af, men blot at det er vartegn for et selfstoragefirma ved navn Shurgaard, som ligger her og kan ses fra højbanen. Her ligger endvidere siden 2014 moskeen i Rovsingsgade der også har et tårn (minaret).
I den anden ende, hvor Vermundsgade møder Lersø Park Allé, ligger det navnkundige værtshus Lumskebuksen (Lersø Park Allé 23) ikke at forveksle med Restaurant Lumskebugten, der ligger på Esplanaden.